# Воєводське (Сватівський район)
Воєво́дське — село в Україні, у Троїцькій селищній громаді Сватівського району Луганської області. Населення становить 450 осіб. Орган місцевого самоврядування — Воєводська сільська рада.
Село постраждало внаслідок геноциду українського народу, вчиненого урядом СССР у 1932—1933 роках, кількість встановлених жертв — 78 людей.
Станом на 1968 рік в цьому селі знаходилась центральна садиба колгоспу «Воєводський». Артіль володіла 2,5 тис. га орної землі.

## Населення

### Мова
Розподіл населення за рідною мовою за даними перепису 2001 року:
| Мова       | Кількість | Відсоток |
| ---------- | --------- | -------- |
| українська | 410       | 91.11%   |
| російська  | 39        | 8.67%    |
| румунська  | 1         | 0.22%    |
| Усього     | 450       | 100%     |

## Постаті
- Гойденко Володимир Миколайович — директор сільськогосподарського товариства «Воєводське», заслужений працівник сільського господарства України[3].

## Також
- Перелік населених пунктів, що постраждали від Голодомору 1932-1933, Луганська область